# River Colne (vattendrag i Storbritannien, lat 51,85, long 0,98)
River Colne är ett vattendrag i Storbritannien.   Det ligger i riksdelen England, i den sydöstra delen av landet, 80 km öster om huvudstaden London.